# Partit Nacionalista Caló
El Partit Nacionalista Caló sorgí als anys noranta en part a causa de la penetració de l'Església Evangèlica de Filadèlfia entre l'ètnia  romaní (coneguts també com a  gitanos), que va produir una organització d'aquesta minoria en grups més amplis i estructurats que abans. El partit actua a Catalunya i al País Valencià.